# Rhein-main volley
rhein-main volley war ein Volleyball-Verein in Rüsselsheim, dessen Männermannschaft in der 1. Bundesliga und in der 2. Bundesliga Süd spielte.

## Geschichte
Am Ende der Saison 2006/07 beschlossen die Vereine TuS Eintracht Wiesbaden und tg 1862 Rüsselsheim, die damals die ersten beiden Tabellenplätze der zweiten Bundesliga belegten, ihre Mannschaften zu vereinigen und mit einem gemeinsamen Team in der ersten Liga zu starten. Die erste Saison beendete rhein-main volley auf Platz 11 und musste so in die 2. Bundesliga absteigen. Nach der Saison 2009/10 kehrte die Zweitligamannschaft von rhein-main volley zurück zur tg 1862 Rüsselsheim.

## Bundesliga
Der neu gegründete Verein startete in der Saison 2007/08 erstmals in der ersten Bundesliga, stieg aber in die 2. Bundesliga Süd ab.

## DVV-Pokal
Im DVV-Pokal erreichten die Hessen 2007/08 das Viertelfinale.

## Spielstätte
Die Heimspiele wurden in der 2.000 Zuschauer fassenden Walter-Köbel-Halle (heute "Großsporthalle") in Rüsselsheim ausgetragen.